# Miguel Cuéllar
Miguel Cuéllar Gacharná (Tinjacá, Boyacá; 18 de noviembre de 1916-Bogotá, 5 de diciembre de 1985) fue un ajedrecista profesional colombiano.

## Trayectoria
Cuéllar ganó nueve veces el campeonato Colombiano de Ajedrez en 1941, 1946, 1953, 1955, 1956, 1957, 1959, 1961 y 1971. Jugó para Colombia en seis Olimpiadas de Ajedrez: 1954, 1958, 1964, 1970 y 1972. Ganó individualmente la medalla de plata en la primera junta (+12 -2 = 4) en la 16.ª Olimpiada en Tel Aviv 1964. En 1952, empató en la 3.ª y 4.ª en Mar del Plata (Julio Bolbochán y Héctor Rossetto ganaron).
En 1953, quedó quinto en Mar del Plata (ganó el Svetozar Gligorić). En 1957, fue séptimo en Mar del Plata (Paul Keres ganó). En 1958, empató como segundo/tercero con William Lombardy, detrás de Oscar Panno, en Bogotá.
En 1961, Cuéllar ganó en Caracas (zonal). En 1962, se colocó 22.° en el Campeonato del mundo de ajedrez 1963 (Estocolmo Interzonal), derrotando a Efim Geller y Viktor Korchnoi en juegos individuales. En 1966, quedó el séptimo en La Habana (Eleazar Jiménez ganó). En 1967, empató para el 19-20 en Sousse (interzonal; Bent Larsen ganó). En 1969, empató para el 1.° con Boris de Greiff en Bogotá. 
En 1970, fue séptimo en Bogotá (Henrique Mecking ganó). En 1970, quedó 14.º en Caracas (Lubomir Kavalek ganó). En 1973, fue décimo octavo en Leningrad (interzonal, Anatoly Karpov y Viktor Korchnoi ganaron). En 1980, empató por el 4.°-5.° en Bogotá (Joaquín Gutiérrez ganó). Se le concedió el título de Maestría Internacional (IM) en 1957.